# Клан Мензис

Герб вождей клана Мензис

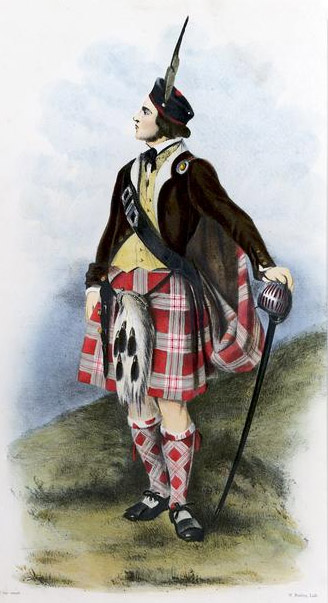
Человек из клана Мензис в традиционной одежде, рисунок художника Маклана, 1845 год

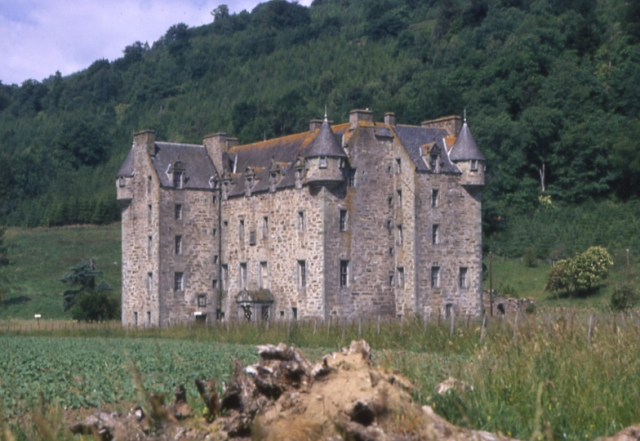
Замок клана Мензис

Клан Мензис (шотл. — Clan Menzies) — один из кланов горной Шотландии (Хайленда).
- Девиз клана: «Божья воля, я исполню».
- Вождь клана: Дэвид Рональд Стюарт Мензис из Мензиса (шотл. — David Ronald Steuart Menzies).
- Резиденция вождей клана: Замок Мензис[1]

## История клана Мензис

### Происхождение
Клан Мензис происходит из Нормандии. Предки этого клана вместе с герцогом Нормандии Вильгельмом Завоевателем в 1066 году прибыли в Англию, а затем поселились в Шотландии. В Англии они носили фамилию Маннер (англ. — Manner) и имели замок. Они были предками аристократического рода герцогов Ратленд (англ. — Rutland). Сэр Робер де Майнерс (шотл. — Sir Robert de Myneris) появился в Шотландии при дворе короля Александра II и находился под королевским патронажем. Потом он стал камергером в 1249 году. Сэр Роберт получил во владение земли в Глен-Лайон и Атолл. Эти земли он передал своему сыну — Александру Страттею (шотл. — Alexander Strathtay) в 1296 году. Александр приобрел земли Уим (шотл. — Weem) и женился на Эгиде (шотл. — Egida), дочери Джеймса Стюарта, 5-го лорда-стюарда Шотландии.

### XIV век — война за независимость Шотландии
Сын Александра Мензиса — сэр Роберт Мензис Второй был сподвижником Роберта Брюса, борца за независимость Шотландии, будущего короля Шотландии, и был награжден землями в Глен-Дохарт, Финлариг, Глен-Орчи и Дарисдер.

### XV—XVI века
Другой сэр Роберт Мензис построил замок Уим, ныне известный как замок Мензис, примерно в 1488 году. Замок был разграблен в 1502 году Стюартом из Гарта во время войны за земли Фотерджил. Джанет Мензис вышла замуж за вождя клана Стюарт и земли Гарт были её приданым. Клан Мензис обратился к королю Шотландии Якову IV Стюарту с просьбой вернуть эти земли — король принял решение в пользу клана Мензис. Король приказал клану Стюарт сделать реституцию, и свести все земли клана Мензис в баронство Мензис в 1510 году. В 1540 году Джеймс Мензис женился на Барбаре Стюарт, дочерью Джона Стюарта, 3-го графа Атолла, и кузине Генри Стюарта — лорда Дарнли, который затем стал королем Шотландии.

### XVII век — Гражданская война на Британских островах
Во время Гражданской войны на Британских островах, которая известна в истории Шотландии как «Война трех королевств», клан Мензис попал в крайне неблагоприятную ситуацию. Джеймс Грэм, 1-й маркиз Монтроз, надеялся на поддержку клана и послал гонца к клану Мензис, но по каким-то причинам посланец был ранен. Маркиз Монтроз решил, что клан к нему враждебен и начал против него военные действия, в схватке вождь клана Мензис был смертельно ранен. Его сын стал майором в армии ковенантеров (Covenanter) и был убит в битве при Инверлохи в 1645 году. В то же время клан Мензис независимо от своих вождей из Пертшира воевал на стороне маркиза Монтроза. Сэр Гилберт Мензис из Питфолда был с маркизом Монтроз в течение всей войны и был вместе с ним в битве при Инверлохи, когда сын его вождя был среди его врагов и был убит.
В 1665 году сэр Александр Мензис был награжден титулом баронета Новой Шотландии. Брат Александра полковник Джеймс Мензисом имел более девяти ранений во время войны. Джеймс является предком нынешних вождей клана Мензис. Еще один из братьев Александра был убит в битве при Вустере в 1651 году.
Вождь клана Мензис выступал против политики короля Якова VII Стюарта. Когда король Яков отрекся от трона в 1688 году, вождь клана Мензис поддержал королеву Англии Марию II Стюарт и Вильгельм III Оранский|принца Вильгельма Оранского. Однако клан снова разделились — майор Дункан Мензтс из Форнока повел своих людей на битву при Килликранки, в которой они сражались с правительственными войсками. А среди правительственных войск было много людей из клана Мензис из Пертшира. Клан Мензис принимал участие в битве при Кромдейле в 1690 году, где якобиты потерпели поражение.

### XVIII век — восстание якобитов
Во время первого восстания якобитов в 1715 году клан Мензис из Калдерса поддержал восстание. После подавления восстания люди из этого клана были отправлены в ссылку в Мэриленд (Северная Америка). Вождь клана вернулся из ссылки. Клан не принимал участия во втором восстании якобитов в 1745 году, но помог претенденту Карлу Эдварду Стюарту лошадьми. Вождь ветви клана Мензис из Шиана принял участие в восстании и погиб вместе со своим сыном в бою. Линия клана Мензис из Глен-Лайон предоставила убежище разбитым повстанцам после битвы при Каллодене, включая принца Карла.

### Замки клана
- Замок Комри, в четырех с половиной милях к западу от Аберфелди в Пертшире. Этот замок был сожжен в 1487 году, а клан переехал в Уим, который сейчас известен как замок Мензис. Однако Комри был использован кланом до 1715 года[1].
- Замок Мензис, первоначально известный как дворец Уим, недалеко от Аберфелди, Пертшир. Первоначально дворец Уим был построен после 1487 года, а через пятнадцать лет он был разграблен Нилом Стюартом из Гарта. В 1650 году замок был захвачен Оливером Кромвелем. Вожди клана Мензис не поддержал второе восстание якобитов в 1745 году. Якобитский лидер, принц Чарльз Эдвард Стюарт, останавливались на две ночи в этом замке, а четыре дня спустя замок был захвачен английской армией под командованием герцога Камберленда. Во время Второй мировой войны замок использовался в качестве польского армейского склада медикаментов. Он позже стал бесхозным, но был приобретен обществом клана Мензис в 1957 году[1].
- Замок Меггерни, в восьми милях к северу от Киллина (Пертшир) изначально принадлежал клану Кэмпбелл, но затем перешел к линии Мензис из Калдереса, которая поддерживала якобитов[1].
- Замок Питфоделс, находится к юго-западу от Абердина, но мало что осталось от замка, который был заменен Норвуд-Холлом. Первоначально замок принадлежала семьи Рид, а в XVI веке перешел к клану Мензис[1].

## Септы клана
Dewar, Deware, Dewere, Jore, MacAndeoir, MacIndeoir, MacIndeor, MacIndoer, MacJore, MacKmunish, MacMean, MacMeans, MacMein, MacMeinn, MacMen, MacMenzies, MacMin, MacMina, MacMine, MacMinn, MacMinne, MacMinnies, MacMinnis, MacMonies, MacMonnies, MacMyn, MacMyne, MacMynneis, McMenzies, McMenzie, Mainzies, Makmunish, Makmynnes, Manzie, Manzies, Maynhers, McMinn, Mean, Meanie, Meanies, Means, Megnies, Meignees, Meigneis, Meigners, Meignerys, Meignes, Meignez, Mein, Meine, Meineris, Meingnes, Meingzeis, Meingzes, Meinn, Meinyeis, Meinyies, Meinzeis, Meinzies, Menees, Mengues, Mengyeis, Mengzeis, Mengzes, Mengzies, Mennes, Mennie, Menyas, Menyeis, Menyheis, Menyhes, Menzas, Menzeis, Menzes, Menzeys, Menzheis, Menzhers, Menzies, Menzis, Meygners, Meygnes, Meyneiss, Meyner, Meyneris, Meyners, Meyness, Miners, Mings, Minn, Minnis, Minnish, Minnus, Monsie, Monzie, Munnies.